# چاه شیخ
چاه شیخ، روستایی از توابع بخش مرکزی شهرستان لامرد در استان فارس ایران است.

## جمعیت
این روستا در دهستان سیگار قرار دارد و بر اساس سرشماری مرکز آمار ایران در سال ۱۳۸۵، جمعیت آن ۴۵۰ نفر (۹۲ خانوار) بوده‌است.

## جستار های وابسته
- فهرست روستاهای ایران